# Victor Beer
Johan Victor Beer, född 5 februari 1992 i Vallentuna, är en svensk Youtubare, komiker, skådespelare och barnboksförfattare som tillsammans med sin bror, Emil Ejdemo Beer, och sin kusin, Joel Adolphson, driver humorgruppen I Just Want To Be Cool.

## Biografi
Victor Beer föddes och växte upp i Vallentuna, Stockholm, tillsammans med sin familj. När han var liten brukade han på fritiden spela in kortfilmer på VHS med sin bror Emil och kusin Joel Adolphson, som alla tre idag är kollegor och jobbar med filmproduktion.
Utöver sin karriär med I Just Want To Be Cool har Beer medverkat i SVT:s julkalender 2019, Panik i tomteverkstan.
Victor Beer är sedan 14 juni 2025 gift med Linda Boman.